# Starbuck (eiland)

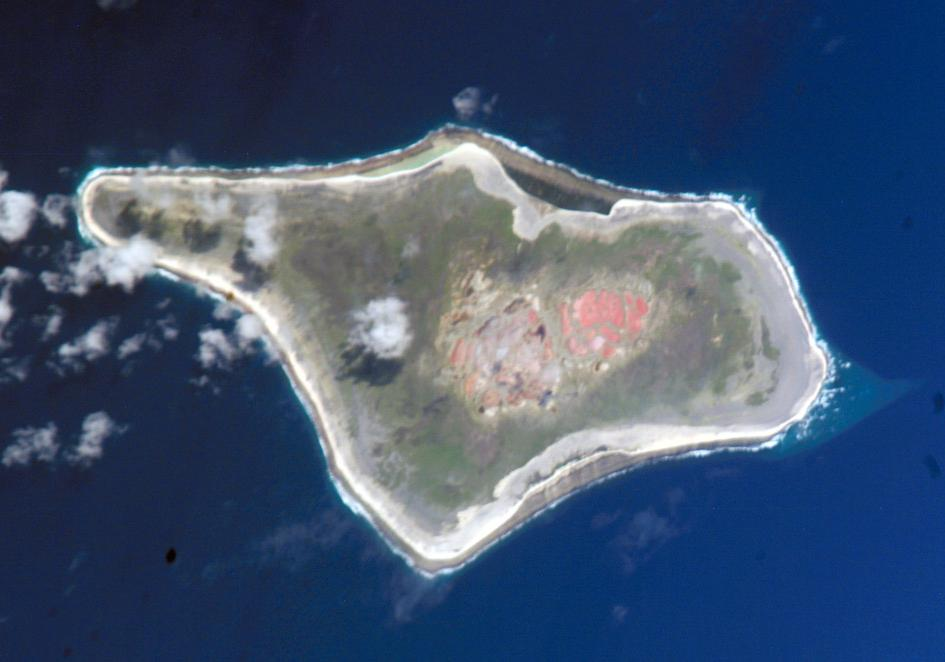
Satellietbeeld van Starbuck

Starbuck (Engels: Starbuck Island) is een onbewoonde atol in de Grote Oceaan.
Het eiland behoort tot de Line-eilanden en is een onderdeel van de staat Kiribati. Het eiland heeft ook diverse andere namen gekend, zoals Barren, Coral Queen, Hero, Starve en Volunteer. Het eiland is in 1823 ontdekt door Valentine Starbuck, al is het ook mogelijk dat zijn neef Obed Starbuck het eiland eerder dat jaar al had gezien.
Starbuck werd door de Verenigde Staten opgeëist op basis van de Guano Islands Act uit 1856, maar stond sinds 1866 onder Britse controle. Tussen 1870 en 1893 werd er fosfaat gemijnd op het eiland. Het eiland was een onderdeel van de Britse kolonie Gilbert- en Ellice-eilanden, welke onafhankelijk werden als Kiribati (en Tuvalu). Met het Verdrag van Tarawa uit datzelfde jaar zagen de VS officieel af van hun eis op Starbuck. 
Het eiland heeft een oppervlakte van 1.620 hectare en bevat geen zoet water. Op het eiland broeden zeer veel bonte sternen. Hun aantal wordt geschat tussen de 3 en 6 miljoen. 